# Az AFC Ajax 2017–2018-as szezonja
A 2017-2018-as szezon az AFC Ajax 62. szezonja az Eredivisie-ben, a holland labdarúgás legmagasabb osztályában. Az amszterdami csapat még mindig az elejétől kezdve jelen van az első osztályban. Ahogy az elmúlt szezonban, úgy most is a csapat - tétmérkőzéseit magába foglaló - szezonja július végén kezdődött a Bajnokok Ligája selejtezőjével.
A szokásokat megtartva a szezon előtti nyáron is voltak eligazoló és érkező játékosok. Ez történt az edzői poszton ezen szezon kezdete előtt is. Az előző szezon befejezését követően azonnal lemondott 1 év után a csapat edzője, a holland Peter Bosz és átigazolt a német Borussia Dortmund csapatához edzőnek. Helyét pedig az előző szezonban a Jong Ajax-ot irányító Marcel Keizer vette át, aki az Ajax régi világhírű játékosának, Piet Keizer-nek az unokaöccse. Viszont ő sem ült sokáig az edzői székben mivel decemberben elküldték. Néhány napig átmenetileg a csapat régi védője és jelenleg a Jong Ajax edzője, Michael Reiziger vette át a csapatot. Végül leigazolták Erik ten Hag-ot, az FC Utrecht addigi vezetőedzőjét.
Ezen szezon felkészülése nagyon rosszul kezdődött. Július elején, az első barátságos mérkőzésüket a német Werder Bremen ellen játszották az osztrák edzőtábor alatt. Ezen mérkőzés második félidejében pályára lépett az egyik legnagyobb fiatal tehetségnek tartott holland középpályásuk, Abdelhak Nouri. A 72. percben hirtelen összeesett a pályán és megállt a szíve. Az orvosok azonnal újraélesztették és mentőhelikopterrel az innsbrucki kórházba szállították. A mérkőzést nem folytatták tovább. A kórházban kómában tartották Nouri-t és pár nap után a vizsgálatok kiderítették, hogy súlyos agykárosodást szenvedett.
A csapat idei szereplése a nemzetközi porondon nagyon gyengére sikeredett. Sem a Bajnokok Ligájában, sem az Európa Ligában nem kerültek be a főtáblára. Csupán a selejtezőkben vettek részt. Utoljára és történetük során eddig egyetlen alkalommal 47 évvel ezelőtt, az 1960/61-es szezonban fordult elő ilyen az Ajax-al. Eddig ha indultak valamelyik nemzetközi kupában akkor mindig bejutottak a főtáblára. A holland kupában csupán a nyolcaddöntőig jutottak el. A bajnokságban pedig ahogy az előző 3 szezonban, úgy most is csak a 2. helyet szerezték meg. Történetük során ez a második alkalom, hogy 4 egymást követő bajnoki szezonban ezüstérmet szereztek.

## Csapat

### Csapatmezek
Gyártó: Adidas /
Mezszponzor: Ziggo
| Hazai | Vendég |

### Játékoskeret
Íme az Ajax idei játékoskerete. Ezen a listán a csapat azon játékosai szerepelnek akik legalább 1 tétmérkőzésen pályára lépnek. Akik csupán a barátságos mérkőzéseken jutnak szerephez, ők nem szerepelnek a listán. Ilyenek leginkább azok akik már a szezon első tétmérkőzése előtt eligazoltak, vagy azok a fiatalok akik a szezon közben még a fiatalcsapatokban játszottak.
A játékosok nevei után a szezonban lejátszott tétmérkőzések és a szerzett gólok számai szerepelnek.
| Mez           | Ország            | Név                      | Pozíció   | Bajnokság | Bajnokság | Kupa     | Kupa    | Szuperkupa | Szuperkupa | Európa   | Európa  | Összesen | Összesen | Szerződés vége          | Szezon  |         |         |         |         |
| Mez           | Ország            | Név                      | Pozíció   | Mérkőzés  | Gólok     | Mérkőzés | Gólok   | Mérkőzés   | Gólok      | Mérkőzés | Gólok   | Mérkőzés | Gólok    | Szerződés vége          | Szezon  |         |         |         |         |
| KAPUSOK       | KAPUSOK           | KAPUSOK                  | KAPUSOK   | KAPUSOK   | KAPUSOK   | KAPUSOK  | KAPUSOK | KAPUSOK    | KAPUSOK    | KAPUSOK  | KAPUSOK | KAPUSOK  | KAPUSOK  | KAPUSOK                 | KAPUSOK | KAPUSOK | KAPUSOK | KAPUSOK | KAPUSOK |
| ------------- | ----------------- | ------------------------ | --------- | --------- | --------- | -------- | ------- | ---------- | ---------- | -------- | ------- | -------- | -------- | ----------------------- | ------- | ------- | ------- | ------- | ------- |
| 1             | kamerun           | André Onana              | K         | 33        | 0         | 1        | 0       | -          | -          | 4        | 0       | 38       | 0        | 2021                    | 2.      |         |         |         |         |
| 22            | holland           | Benjamin van Leer        | K         | 0         | 0         | 1        | 0       | -          | -          | 0        | 0       | 1        | 0        | 2021                    | 1.      |         |         |         |         |
| 33            | görög             | Kostas Lamprou           | K         | 1         | 0         | 1        | 0       | -          | -          | 0        | 0       | 2        | 0        | 2018                    | 1.      |         |         |         |         |
| VÉDŐK         |                   |                          |           |           |           |          |         |            |            |          |         |          |          |                         |         |         |         |         |         |
| 3             | Hollandia         | Joël Veltman             | KH / JH   | 30        | 1         | 2        | 0       | -          | -          | 4        | 0       | 36       | 1        | 2018                    | 6.      |         |         |         |         |
| 4             | holland           | Matthijs de Ligt         | KH        | 33        | 3         | 2        | 0       | -          | -          | 4        | 0       | 39       | 3        | 2021                    | 2.      |         |         |         |         |
| 5             | ausztria          | Maximilian Wöber         | KH        | 22        | 1         | 1        | 0       | -          | -          | 0        | 0       | 23       | 1        | 2021                    | 1.      |         |         |         |         |
| 26            | Hollandia         | Nick Viergever           | BH / KH   | 12        | 2         | 2        | 0       | -          | -          | 4        | 0       | 18       | 2        | 2018                    | 4.      |         |         |         |         |
| 28            | kolumbia          | Luis Manuel Orejuela     | JH        | 1         | 0         | 3        | 0       | -          | -          | 0        | 0       | 4        | 0        | 2022                    | 1.      |         |         |         |         |
| 31            | argentína         | Nicolás Tagliafico       | BH        | 15        | 1         | 0        | 0       | -          | -          | 0        | 0       | 15       | 1        | 2022                    | 1.      |         |         |         |         |
| 35            | Hollandia         | Mitchell Dijks           | BH        | 9         | 0         | 1        | 0       | -          | -          | 2        | 0       | 12       | 0        | 2018                    | 4.      |         |         |         |         |
| 43            | dánia             | Rasmus Nissen Kristensen | JH        | 8         | 0         | 0        | 0       | -          | -          | 0        | 0       | 8        | 0        | 2022                    | 1.      |         |         |         |         |
|               | Hollandia         | Deyovaisio Zeefuik       | KH / JH   | 5         | 0         | 2        | 0       | -          | -          | 1        | 0       | 8        | 0        | kölcsönbe ment          | 2.      |         |         |         |         |
|               | kolumbia          | Davinson Sánchez         | KH        | 0         | 0         | 0        | 0       | -          | -          | 2        | 1       | 2        | 1        | szezon közben eligazolt | 2.      |         |         |         |         |
| KÖZÉPPÁLYÁSOK |                   |                          |           |           |           |          |         |            |            |          |         |          |          |                         |         |         |         |         |         |
| 6             | Hollandia         | Donny van de Beek        | TKP       | 34        | 11        | 1        | 0       | -          | -          | 4        | 2       | 39       | 13       | 2022                    | 3.      |         |         |         |         |
| 8             | Hollandia         | Daley Sinkgraven         | BH / TKP  | 4         | 0         | 1        | 0       | -          | -          | 0        | 0       | 5        | 0        | 2020                    | 4.      |         |         |         |         |
| 10            | holland · marokkó | Hakím Zíjes              | TKP       | 34        | 9         | 1        | 0       | -          | -          | 4        | 0       | 39       | 9        | 2021                    | 2.      |         |         |         |         |
| 15            | holland           | Carel Eiting             | TKP       | 4         | 0         | 2        | 0       | -          | -          | 0        | 0       | 6        | 0        | 2021                    | 2.      |         |         |         |         |
| 20            | dán               | Lasse Schøne             | VKP / TKP | 30        | 10        | 2        | 0       | -          | -          | 4        | 1       | 36       | 11       | 2019                    | 6.      |         |         |         |         |
| 21            | Hollandia         | Frenkie de Jong          | TKP       | 22        | 0         | 2        | 1       | -          | -          | 2        | 0       | 26       | 1        | 2022                    | 2.      |         |         |         |         |
| 23            | Hollandia         | Siem de Jong             | TKP       | 21        | 4         | 3        | 3       | -          | -          | 0        | 0       | 24       | 7        | 2020                    | 8.      |         |         |         |         |
| 36            | holland           | Dani de Wit              | TKP       | 1         | 0         | 0        | 0       | -          | -          | 0        | 0       | 1        | 0        | 2020                    | 1.      |         |         |         |         |
| 40            | marokkó           | Noussair Mazraoui        | TKP       | 8         | 0         | 0        | 0       | -          | -          | 0        | 0       | 8        | 0        | 2018                    | 1.      |         |         |         |         |
| 41            | holland           | Azor Matusiwa            | VKP       | 1         | 0         | 0        | 0       | -          | -          | 0        | 0       | 1        | 0        | 2020                    | 1.      |         |         |         |         |
| 47            | holland           | Jurgen Ekkelenkamp       | TKP       | 3         | 0         | 0        | 0       | -          | -          | 0        | 0       | 3        | 0        | 2022                    | 1.      |         |         |         |         |
| TÁMADÓK       |                   |                          |           |           |           |          |         |            |            |          |         |          |          |                         |         |         |         |         |         |
| 7             | brazil            | David Neres              | SZT       | 32        | 14        | 2        | 0       | -          | -          | 3        | 0       | 37       | 14       | 2021                    | 2.      |         |         |         |         |
| 9             | holland           | Klaas-Jan Huntelaar      | KCS       | 28        | 13        | 1        | 0       | -          | -          | 3        | 0       | 32       | 13       | 2018                    | 5.      |         |         |         |         |
| 11            | német             | Amin Younes              | SZT       | 13        | 1         | 0        | 0       | -          | -          | 4        | 1       | 17       | 2        | 2018                    | 3.      |         |         |         |         |
| 17            | cseh              | Václav Černý             | SZT       | 4         | 0         | 2        | 1       | -          | -          | 1        | 0       | 7        | 1        | 2020                    | 3.      |         |         |         |         |
| 18            | norvég            | Dennis Johnsen           | SZT       | 2         | 0         | 2        | 0       | -          | -          | 0        | 0       | 4        | 0        | 2021                    | 1.      |         |         |         |         |
| 19            | kolumbia          | Mateo Casierra           | KCS       | 4         | 1         | 1        | 0       | -          | -          | 0        | 0       | 5        | 1        | 2021                    | 2.      |         |         |         |         |
| 25            | dán               | Kasper Dolberg           | KCS       | 23        | 6         | 3        | 3       | -          | -          | 4        | 0       | 30       | 9        | 2021                    | 2.      |         |         |         |         |
| 45            | holland           | Justin Kluivert          | SZT       | 30        | 10        | 2        | 1       | -          | -          | 4        | 0       | 36       | 11       | 2019                    | 2.      |         |         |         |         |

MEGJEGYZÉS: A Szuperkupa oszlop ki van húzva minden játékosnál, mert az Ajax nem játszott a 2017-es döntőben.

### Vezetők
| Poszt         | Személy                                          |
| ------------- | ------------------------------------------------ |
| Csapat elnöke | Hennie Henrichs                                  |
| Vezetőedzők   | Erik ten Hag (2018. január 1. - )                |
| Vezetőedzők   | Michael Reiziger * (december 22. - december 31.) |
| Vezetőedzők   | Piet Keizer (2017. június 17. - december 21.)    |
| Segédedzők    | Alfred Schreuder                                 |
| Segédedzők    | Aron Winter                                      |
| Kapusedző     | Carlo L'Ami                                      |

* Michael Reiziger csupán átmenetileg volt a csapat edzője

## Érkező és távozó játékosok

### Érkezők
Íme azon új játékosok listája akiket az Ajax még a nyáron vagy már télen szerződtetett le vagy vett kölcsönbe. A leigazoltak között van az utóbbi időszak egyik legsikeresebb holland csatára, Klaas-Jan Huntelaar aki 9 év után tért vissza Amszterdamba.
| LEIGAZOLT JÁTÉKOSOK      | LEIGAZOLT JÁTÉKOSOK | LEIGAZOLT JÁTÉKOSOK | LEIGAZOLT JÁTÉKOSOK | LEIGAZOLT JÁTÉKOSOK |
| Játékos neve             | Pozíció             | Dátum               | Előző klub          | Összeg              |
| ------------------------ | ------------------- | ------------------- | ------------------- | ------------------- |
| Perr Schuurs             | hátvéd              | 2018. január        | Fortuna Sittard     | 2,5 millió €        |
| Rasmus Nissen Kristensen | védő                | 2018. január        | FC Midtjylland      | 5,3 millió €        |
| Nicolas Kühn             | támadó              | 2018. január        | RB Leipzig          | 2 millió €          |
| Nicolás Tagliafico       | hátvéd              | 2018. január        | Independiente       | 4,5 millió €        |
| Siem de Jong             | középpályás         | 2017. augusztus     | Newcastle United FC | 2 millió €          |
| Maximilian Wöber         | védő                | 2017. augusztus     | Rapid Wien          | 7,5 millió €        |
| Luis Manuel Orejuela     | védő                | 2017. augusztus     | Deportivo Cali      | 3,65 millió €       |
| Dennis Johnsen           | támadó              | 2017. augusztus     | SC Heerenveen       | 2 millió €          |
| Danilo                   | támadó              | 2017. július        | Santos FC           | 2 millió €          |
| Benjamin van Leer        | kapus               | 2017. június        | Roda Kerkrade       | 750 ezer €          |
| Teun Biljeveld           | középpályás         | 2017. június        | AZ Alkmaar          | ingyen              |
| Victor Jensen            | középpályás         | 2017. június        | FC København        | 3,5 millió €        |
| Klaas-Jan Huntelaar      | csatár              | 2017. június        | Schalke 04          | ingyen              |
| ÖSSZESEN:                | ÖSSZESEN:           | ÖSSZESEN:           | ÖSSZESEN:           | 37,8 millió €       |

| KÖLCSÖNBE ÉRKEZETT JÁTÉKOSOK | KÖLCSÖNBE ÉRKEZETT JÁTÉKOSOK | KÖLCSÖNBE ÉRKEZETT JÁTÉKOSOK | KÖLCSÖNBE ÉRKEZETT JÁTÉKOSOK | KÖLCSÖNBE ÉRKEZETT JÁTÉKOSOK |
| Játékos neve                 | Pozíció                      | Eredeti klub                 | Kölcsönidőszak vége          |                              |
| ---------------------------- | ---------------------------- | ---------------------------- | ---------------------------- | ---------------------------- |
|                              |                              |                              |                              |                              |

### Távozók
Íme a csapat azon játékosai, akik legnagyobb részben már szerepeltek az elsőcsapatban, de a nyáron vagy télen más csapathoz igazoltak, és a fiatal játékosok, akiket kölcsönadtak más csapatoknak. A kölcsönbe ment játékosok közül mindenki a szezon végéig marad a másik csapatban.
| ELIGAZOLT JÁTÉKOSOK | ELIGAZOLT JÁTÉKOSOK | ELIGAZOLT JÁTÉKOSOK | ELIGAZOLT JÁTÉKOSOK  | ELIGAZOLT JÁTÉKOSOK |
| Játékos neve        | Pozíció             | Dátum               | Következő klub       | Összeg              |
| ------------------- | ------------------- | ------------------- | -------------------- | ------------------- |
| Damil Dankerlui     | hátvéd              | 2018. január        | Willem Tilburg       | ingyen              |
| Queensy Menig       | támadó              | 2017. augusztus     | FC Nantes            | 500 ezer €          |
| Robert Murić        | támadó              | 2017. augusztus     | SC Braga             | 500 ezer €          |
| Dávinson Sánchez    | hátvéd              | 2017. augusztus     | Tottenham Hotspur FC | 42 millió €         |
| Jairo Riedewald     | hátvéd              | 2017. július        | Crystal Palace FC    | 9 millió €          |
| Indy Groothuizen    | kapus               | 2017. július        | ADO Den Haag         | ingyen              |
| Kenny Tete          | hátvéd              | 2017. július        | Olympique Lyon       | 5 millió €          |
| Heiko Westermann    | hátvéd              | 2017. július        | FK Austria Wien      | ingyen              |
| Richairo Živković   | támadó              | 2017. június        | KV Oostende          | 1,2 millió €        |
| Pelle Clement       | középpályás         | 2017. június        | Reading              | 300 ezer €          |
| Davy Klaassen       | középpályás         | 2017. június        | Everton FC           | 27 millió €         |
| Thulani Serero      | középpályás         | 2017. június        | Vitesse Arnhem       | ingyen              |
| Diederik Boer       | kapus               | 2017. június        | PEC Zwolle           | ingyen              |
| Django Warmerdam    | középpályás         | 2017. május         | FC Groningen         | 800 ezer €          |
| ÖSSZESEN:           | ÖSSZESEN:           | ÖSSZESEN:           | ÖSSZESEN:            | 86,3 millió €       |

| KÖLCSÖNBE ADOTT JÁTÉKOSOK | KÖLCSÖNBE ADOTT JÁTÉKOSOK | KÖLCSÖNBE ADOTT JÁTÉKOSOK | KÖLCSÖNBE ADOTT JÁTÉKOSOK | KÖLCSÖNBE ADOTT JÁTÉKOSOK |
| Játékos neve              | Pozíció                   | Jelenlegi klub            | Kölcsönidőszak vége       |                           |
| ------------------------- | ------------------------- | ------------------------- | ------------------------- | ------------------------- |
| Leeroy Owusu              | hátvéd                    | Almere City FC            | 2018. július 1.           |                           |
| Zakaria El Azzouzi        | támadó                    | Excelsior                 | 2018. július 1.           |                           |
| Mauro Savastano           | védő                      | Go Ahead Eagles           | 2018. július 1.           |                           |
| Deyovaisio Zeefuik        | védő                      | FC Groningen              | 2018. július 1.           |                           |
| Perr Schuurs              | védő                      | Fortuna Sittard           | 2018. július 1.           |                           |

## Felkészülési mérkőzések

### Nyári felkészülés
| 2017. július 8. 16ː00 |

| Werder Bremen                                       | 2 – 1               | AFC Ajax           |
| --------------------------------------------------- | ------------------- | ------------------ |
| Johannes Eggestein 46' Florian Kainz 62' (11-esből) | (0 – 1) Jegyzőkönyv | Mateo Casierra 21' |

| Lindenstadion, Hippach |

MEGJEGYZÉS: A mérkőzést a 72. percben félbeszakították mivel az Ajax fiatal játékosa, Abdelhak Nouri összeesett a pályán szívproblémák miatt. Utána már nem folytatták a mérkőzést.
| 2017. július 15. 17ː00 |

| AFC Ajax                                           | 3 – 3               | KRC Genk                                                                |
| -------------------------------------------------- | ------------------- | ----------------------------------------------------------------------- |
| Justin Kluivert 2' Hakím Zíjes 12' David Neres 56' | (2 – 2) Jegyzőkönyv | Mbwana Samatta 21' Leandro Trossard 26' Siebe Schrijvers 90' (11-esből) |

| Sportpark De Toekomst, Amszterdam Nézőszám: zártkapus mérkőzés |

| 2017. július 15. 19ː30 |

| AFC Ajax                                                                           | 4 – 2               | PAOK Saloniki                               |
| ---------------------------------------------------------------------------------- | ------------------- | ------------------------------------------- |
| Noussair Mazraoui 4' Klaas-Jan Huntelaar 25' Mateo Cassierra 65' Zian Flemming 88' | (2 – 1) Jegyzőkönyv | Fernando Varela 37' Aleksandar Prijović 50' |

| Sportpark De Toekomst, Amszterdam Nézőszám: zártkapus mérkőzés |

| 2017. július 19. 20ː30 |

| Olympique Lyon                              | 2 – 0               | AFC Ajax |
| ------------------------------------------- | ------------------- | -------- |
| Nick Viergever 12' (öngól) Amine Gouiri 77' | (1 – 0) Jegyzőkönyv |          |

| Stade Pierre Rajon, Bourgoin-Jallieu |

| 2017. július 28. 14ː00 |

| AFC Ajax                                                    | 3 – 3               | Hull City AFC                                    |
| ----------------------------------------------------------- | ------------------- | ------------------------------------------------ |
| Frenkie de Jong 7' Klaas-Jan Huntelaar 16' Václav Černy 54' | (2 – 1) Jegyzőkönyv | Markus Henriksen 5' Dan Batty 77' James Weir 83' |

| Sportpark De Toekomst, Amszterdam Nézőszám: zártkapus mérkőzés |

### Téli felkészülés
| 2018. január 13. 13ː00 |

| Lynby BK                  | 1 – 5               | AFC Ajax                                                             |
| ------------------------- | ------------------- | -------------------------------------------------------------------- |
| Mayron George Clayton 35' | (1 – 3) Jegyzőkönyv | Hakím Zíjes 8' 62' Donny van de Beek 15' 70' Klaas-Jan Huntelaar 39' |

| Estadio Municipal, Albufeira |

| 2018. január 13. 16ː00 |

| MSV Duisburg                  | 1 – 1               | AFC Ajax         |
| ----------------------------- | ------------------- | ---------------- |
| Deyoraiso Zeefuik 22' (öngól) | (1 – 0) Jegyzőkönyv | Kaj Sierhuis 78' |

| Estadio Municipal, Albufeira |

## Tétmérkőzések

### Eredivisie
| 1. forduló 2017. augusztus 12. 20ː45 |

| Heracles Almelo                                         | 2 – 1               | AFC Ajax                             |
| ------------------------------------------------------- | ------------------- | ------------------------------------ |
| Paul Gladon 65' Brandley Kuwas 82' Reuven Niemeijer 16' | (0 – 0) Jegyzőkönyv | Hakím Zíjes 56' Matthijs de Ligt 31' |

| Polman Stadion, Almelo Nézőszám: 12.080 Játékvezető: Kevin Blom |

| 2. forduló 2017. augusztus 20. 14ː30 |

| AFC Ajax                                                 | 3 – 1               | FC Groningen                                                             |
| -------------------------------------------------------- | ------------------- | ------------------------------------------------------------------------ |
| Klaas-Jan Huntelaar 38' Hakím Zíjes 48' Lasse Schøne 79' | (1 – 0) Jegyzőkönyv | Úszama Idríszi 73' Mike te Wierik 5' Tom van Weert 66' Kasper Larsen 88' |

| Amsterdam ArenA, Amszterdam Nézőszám: 51.152 Játékvezető: Dennis Higler |

| 3. forduló 2017. augusztus 27. 14ː30 |

| VVV-Venlo                            | 0 – 2               | AFC Ajax                                                   |
| ------------------------------------ | ------------------- | ---------------------------------------------------------- |
| Ralf Seuntjens 45' Clint Leemans 64' | (0 – 0) Jegyzőkönyv | Donny van de Beek 55' David Neres 70' Matthijs de Ligt 17' |

| De Koel, Venlo Nézőszám: 8.000 Játékvezető: Björn Kuipers |

| 4. forduló 2017. szeptember 9. 20ː45 |

| AFC Ajax                                                                                      | 3 – 0               | PEC Zwolle      |
| --------------------------------------------------------------------------------------------- | ------------------- | --------------- |
| Klaas-Jan Huntelaar 6' 88' Hakím Zíjes 71' Joël Veltman 72' Donny van de Beek 76' Hakím Zíjes | (1 – 0) Jegyzőkönyv | Erik Bakker 90' |

| Amsterdam ArenA, Amszterdam Nézőszám: 50.902 Játékvezető: Serdar Gözübüyük |

| 5. forduló 2017. szeptember 17. 14ː30 |

| ADO Den Haag                                                             | 1 – 1               | AFC Ajax                                                                       |
| ------------------------------------------------------------------------ | ------------------- | ------------------------------------------------------------------------------ |
| Bjørn Johnsen 71' Lex Immers 34' Tom Beugelsdijk 38' Sheraldo Becker 87' | (0 – 1) Jegyzőkönyv | Joël Veltman 28' 57' Justin Kluivert 2' Donny van de Beek 60' Lasse Schøne 87' |

| Kyocera Stadion, Hága Nézőszám: 12.016 Játékvezető: Bas Nijhuis |

| 6. forduló 2017. szeptember 24. 14ː30 |

| AFC Ajax                                                         | 1 – 2               | Vitesse Arnhem                                                                          |
| ---------------------------------------------------------------- | ------------------- | --------------------------------------------------------------------------------------- |
| Nick Viergever 83' Donny van de Beek 21' Klaas-Jan Huntelaar 90' | (0 – 2) Jegyzőkönyv | Guram Kashia 21' Milot Rashica 45' Lassana Faye 79' Thomas Bruns 80' Luc Castaignos 90' |

| Amsterdam ArenA, Amszterdam Nézőszám: 51.236 Játékvezető: Pol van Boekel |

| 7. forduló 2017. október 1. 14ː30 |

| SC Heerenveen                                                                                  | 0 – 4               | AFC Ajax |
| ---------------------------------------------------------------------------------------------- | ------------------- | --- |
| Kik Pierie 14' Daniel Høegh 42' Morten Thorsby 50' Lucas Woudenberg 74' Nemanja Mihajlović 90' | (0 – 2) Jegyzőkönyv | David Neres 38' 41' Lasse Schøne 75' (11-esből) 58' Maximilian Wöber 83' Joël Veltman 24' Matthijs De Ligt 34' |

| Abe Lenstra Stadion, Heerenveen Nézőszám: 25.600 Játékvezető: Serdar Gözübüyük |

| 8. forduló 2017. október 14. 18ː30 |

| AFC Ajax | 4 – 0               | Sparta Rotterdam   |
| --- | ------------------- | ------------------ |
| Ryan Sanusi 39' (öngól) Sherel Floranus 64' (öngól) David Neres 73' Amin Younes 76' Nick Viergever 81' Kasper Dolberg | (1 – 0) Jegyzőkönyv | Sander Fischer 41' |

| Amsterdam ArenA, Amszterdam Nézőszám: 51.567 Játékvezető: Kevin Blom |

| 9. forduló 2017. október 22. 14ː30 |

| Feyenoord                                                                    | 1 – 4               | AFC Ajax |
| ---------------------------------------------------------------------------- | ------------------- | --- |
| Jens Toornstra 58' Nicolai Jørgensen 24' Tonny Vilhena 26' Nicolai Jørgensen | (0 – 0) Jegyzőkönyv | Klaas-Jan Huntelaar 50' 20' Kasper Dolberg 72' 90' Siem de Jong 89' Hakím Zíjes 41' Lasse Schøne 60' David Neres 64' |

| De Kuip, Rotterdam Nézőszám: 47.500 Játékvezető: Danny Makkelie |

| 10. forduló 2017. október 28. 20ː45 |

| Willem Tilburg                                                       | 1 – 3               | AFC Ajax                                                               |
| -------------------------------------------------------------------- | ------------------- | ---------------------------------------------------------------------- |
| Etien Velikonja 55' (11-esből) Pedro Chirivella 50' Ben Rienstra 74' | (0 – 0) Jegyzőkönyv | Lasse Schøne 70' Siem de Jong 79' David Neres 90' Matthijs de Ligt 32' |

| Koning Willem II-stadion, Tilburg Nézőszám: 13.907 Játékvezető: Dennis Higler |

| 11. forduló 2017. november 5. 14ː30 |

| AFC Ajax                                | 1 – 2               | FC Utrecht                                                    |
| --------------------------------------- | ------------------- | ------------------------------------------------------------- |
| Nick Viergever 41' 71' Lasse Schøne 36' | (1 – 1) Jegyzőkönyv | Zakaria Labyad 6' 84' 29' Willem Janssen 19' Sean Klaiber 84' |

| Amsterdam ArenA, Amszterdam Nézőszám: 51.758 Játékvezető: Björn Kuipers |

| 12. forduló 2017. november 18. 20ː45 |

| NAC Breda         | 0 – 8               | AFC Ajax |
| ----------------- | ------------------- | --- |
| José Angeliño 32' | (0 – 5) Jegyzőkönyv | Matthijs de Ligt 13' 33' Donny van de Beek 18' 27' 75' David Neres 29' Lasse Schøne 66' (11-esből) Klaas-Jan Huntelaar 73' |

| Rat Verlegh Stadion, Breda Nézőszám: 18.969 Játékvezető: Danny Makkelie |

| 13. forduló 2017. november 26. 12ː30 |

| AFC Ajax                                                             | 5 – 1               | Roda Kerkrade                  |
| -------------------------------------------------------------------- | ------------------- | ------------------------------ |
| Justin Kluivert 45' 60' 85' Kasper Dolberg 59' Donny van de Beek 75' | (1 – 1) Jegyzőkönyv | Chris Kum 32' Mario Engels 61' |

| Amsterdam ArenA, Amszterdam Nézőszám: 51.000 Játékvezető: Bas Nijhuis |

| 14. forduló 2017. december 2. 18ː30 |

| Twente Enschede                                                                   | 3 – 3               | AFC Ajax                                                                                      |
| --------------------------------------------------------------------------------- | ------------------- | --------------------------------------------------------------------------------------------- |
| Stefan Thesker 48' 63' 32' Tom Boere 89' 52' Jos Hooiveld 36' Cristián Cuevas 66' | (0 – 2) Jegyzőkönyv | Lasse Schøne 33' 37' Justin Kluivert 79' David Neres 48' Frenkie de Jong 56' Joël Veltman 87' |

| De Grolsch Veste, Enschede Nézőszám: 27.500 Játékvezető: Dennis Higler |

| 15. forduló 2017. december 10. 16ː45 |

| AFC Ajax                                                                                               | 3 – 0               | PSV Eindhoven                                                                |
| --- | ------------------- | ---------------------------------------------------------------------------- |
| David Neres 61' Lasse Schøne 64' 27' Donny van de Beek 72' Maximilian Wöber 62' Deyovaisio Zeefuik 90' | (0 – 0) Jegyzőkönyv | Jorrit Hendrix 27' Joshua Brenet 34' Hirving Lozano 40' Marco van Ginkel 59' |

| Amsterdam ArenA, Amszterdam Nézőszám: 52.379 Játékvezető: Kevin Blom |

| 16. forduló 2017. december 14. 20ː45 |

| AFC Ajax                                                                        | 3 – 1               | Excelsior                                                                                    |
| ------------------------------------------------------------------------------- | ------------------- | -------------------------------------------------------------------------------------------- |
| Siem de Jong 23' Kasper Dolberg 57' (11-esből) Hakím Zíjes 86' Joël Veltman 39' | (1 – 1) Jegyzőkönyv | Mike van Duinen 40' 85' Ryan Koolwijk 6' Jeffry Fortes 45' Hicham Faik 56' Jordy de Wijs 59' |

| Amsterdam ArenA, Amszterdam Nézőszám: 51.695 Játékvezető: Ed Janssen |

| 17. forduló 2017. december 17. 14ː30 |

| AZ Alkmaar                                                                     | 1 – 2               | AFC Ajax                                                                                       |
| ------------------------------------------------------------------------------ | ------------------- | ---------------------------------------------------------------------------------------------- |
| Alireza Jahanbakhsh 25' (11-esből) Pantelis Hatzidiakos 50' Jonas Svensson 86′ | (1 – 1) Jegyzőkönyv | Klaas-Jan Huntelaar 43' Lasse Schøne 51' (11-esből) Deyovaisio Zeefuik 26' Frenkie de Jong 88' |

| AFAS Stadion, Alkmaar Nézőszám: 17.000 Játékvezető: Danny Makkelie |

| 18. forduló 2017. december 24. 14ː30 |

| AFC Ajax                                                                | 3 – 1               | Willem Tilburg                   |
| ----------------------------------------------------------------------- | ------------------- | -------------------------------- |
| Justin Kluivert 64' Kasper Dolberg 72' David Neres 81' Lasse Schøne 76' | (0 – 0) Jegyzőkönyv | Fran Sol 53' 70' Dan Crowley 48' |

| Amsterdam ArenA, Amszterdam Nézőszám: 51.921 Játékvezető: Jeroen Manschot |

| 19. forduló 2018. január 21. 14ː30 |

| AFC Ajax                                                          | 2 – 0               | Feyenoord                                                   |
| ----------------------------------------------------------------- | ------------------- | ----------------------------------------------------------- |
| Donny van de Beek 50' Klaas-Jan Huntelaar 53' Justin Kluivert 23' | (0 – 0) Jegyzőkönyv | Jerry St. Juste 22' Sven van Beek 38' Nicolai Jørgensen 59′ |

| Amsterdam ArenA, Amszterdam Nézőszám: 53.320 Játékvezető: Björn Kuipers |

| 20. forduló 2018. január 28. 12ː30 |

| FC Utrecht                                            | 0 – 0               | AFC Ajax                |
| ----------------------------------------------------- | ------------------- | ----------------------- |
| Yassin Ayoub 79' Willem Janssen 80' Lukas Görtler 91′ | (0 – 0) Jegyzőkönyv | Klaas-Jan Huntelaar 23' |

| Stadion Galgenwaard, Utrecht Nézőszám: 21.768 Játékvezető: Danny Makkelie |

| 21. forduló 2018. február 4. 16ː45 |

| AFC Ajax                                                                   | 3 – 1               | NAC Breda                                                    |
| -------------------------------------------------------------------------- | ------------------- | ------------------------------------------------------------ |
| Donny van de Beek 25' David Neres 39' Hakím Zíjes 90' Matthijs de Ligt 56' | (2 – 1) Jegyzőkönyv | Thierry Ambrose 6' 42' Arno Verschueren 21' Bart Meijers 90′ |

| Amsterdam ArenA, Amszterdam Nézőszám: 51.886 Játékvezető: Ed Janssen |

| 22. forduló 2018. február 7. 20ː45 |

| Roda Kerkrade                           | 2 – 4               | AFC Ajax                                                                                                  |
| --------------------------------------- | ------------------- | --- |
| Simon Gustafson 2' 88' Jorn Vancamp 80' | (1 – 2) Jegyzőkönyv | Donny van de Beek 11' Hakím Zíjes 25' Klaas-Jan Huntelaar 74' 82' Joël Veltman 50' Nicolás Tagliafico 80' |

| Parkstad Limburg Stadion, Kerkrade Nézőszám: 14.484 Játékvezető: Bas Nijhuis |

| 23. forduló 2018. február 11. 12ː30 |

| AFC Ajax                                                                            | 2 – 1               | Twente Enschede                                           |
| ----------------------------------------------------------------------------------- | ------------------- | --------------------------------------------------------- |
| Justin Kluivert 3' Lasse Schøne 71' (11-esből) Matthijs de Ligt 34' Hakím Zíjes 60' | (1 – 0) Jegyzőkönyv | Adnane Tighadouini 66' Hidde ter Avest 45' Peet Bijen 75' |

| Amsterdam ArenA, Amszterdam Nézőszám: 52.443 Játékvezető: Serdar Gözübüyük |

| 24. forduló 2018. február 18. 16ː45 |

| PEC Zwolle           | 0 – 1               | AFC Ajax                                       |
| -------------------- | ------------------- | ---------------------------------------------- |
| Philippe Sandler 82' | (0 – 0) Jegyzőkönyv | Klaas-Jan Huntelaar 54' Nicolás Tagliafico 68' |

| Ijsseldelta Stadion, Zwolle Nézőszám: 13.250 Játékvezető: Kevin Blom |

| 25. forduló 2018. február 25. 12ː30 |

| AFC Ajax                                                | 0 – 0               | ADO Den Haag                                           |
| ------------------------------------------------------- | ------------------- | ------------------------------------------------------ |
| Nicolás Tagliafico 37' André Onana 38' Carel Eiting 83' | (0 – 0) Jegyzőkönyv | Trevor David 38' Tom Beugelsdijk 57' Bjørn Johnsen 87' |

| Amsterdam ArenA, Amszterdam Nézőszám: 52.822 Játékvezető: Pol van Boekel |

| 26. forduló 2018. március 4. 14ː30 |

| Vitesse Arnhem                                                                  | 3 – 2               | AFC Ajax                                                                 |
| ------------------------------------------------------------------------------- | ------------------- | ------------------------------------------------------------------------ |
| Navarone Foor 16' Bryan Linssen 57' 71' 59' Lassana Faye 22' Luc Castaignos 89' | (1 – 0) Jegyzőkönyv | Mateo Casierra 61' Siem de Jong 85' Hakím Zíjes 70' Matthijs de Ligt 90' |

| GelreDome, Arnhem Nézőszám: 19.876 Játékvezető: Björn Kuipers |

| 27. forduló 2018. március 11. 14ː30 |

| AFC Ajax                                                                                                  | 4 – 1               | SC Heerenveen                         |
| --- | ------------------- | ------------------------------------- |
| Matthijs de Ligt 31' Nicolás Tagliafico 59' Donny van de Beek 88' David Neres 90' Klaas-Jan Huntelaar 85' | (1 – 1) Jegyzőkönyv | Martin Ødegaard 33' Stijn Schaars 36' |

| Amsterdam ArenA, Amszterdam Nézőszám: 52.523 Játékvezető: Jochem Kamphuis |

| 28. forduló 2018. március 18. 14ː30 |

| Sparta Rotterdam                                                        | 2 – 5               | AFC Ajax |
| ----------------------------------------------------------------------- | ------------------- | --- |
| Michiel Kramer 31' Ryan Sanusi 90' Julian Chabot 10' Sander Fischer 53' | (1 – 1) Jegyzőkönyv | Klaas-Jan Huntelaar 33' Lasse Schøne 53' Justin Kluivert 59' Hakím Zíjes 66' 86' Matthijs de Ligt 19' Rasmus Kristensen 34' Nicolás Tagliafico 60' |

| Het Kasteel, Rotterdam Nézőszám: 10.606 Játékvezető: Dennis Higler |

| 29. forduló 2018. április 1. 14ː30 |

| FC Groningen                                       | 1 – 2               | AFC Ajax |
| -------------------------------------------------- | ------------------- | --- |
| Tom van Weert 14' Django Warmerdam 70' Mimoun Mahi | (1 – 0) Jegyzőkönyv | Justin Kluivert 65' Klaas-Jan Huntelaar 89' Hakím Zíjes 25' Joël Veltman 86′ Donny van de Beek 87' André Onana 90' |

| Euroborg, Groningen Nézőszám: 22.568 Játékvezető: Kevin Blom |

| 30. forduló 2018. április 8. 16ː45 |

| AFC Ajax                             | 1 – 0               | Heracles Almelo |
| ------------------------------------ | ------------------- | --------------- |
| David Neres 63' Maximilian Wöber 33' | (0 – 0) Jegyzőkönyv |                 |

| Amsterdam ArenA, Amszterdam Nézőszám: 52.495 Játékvezető: Bas Nijhuis |

| 31. forduló 2018. április 15. 16ː45 |

| PSV Eindhoven                                                              | 3 – 0               | AFC Ajax                                                                |
| -------------------------------------------------------------------------- | ------------------- | ----------------------------------------------------------------------- |
| Gastón Pereiro 23' Luuk de Jong 38' Steven Bergwijn 54' Jorrit Hendrix 30' | (2 – 0) Jegyzőkönyv | Nicolás Tagliafico 80′ André Onana 83' Siem de Jong 83′ David Neres 86' |

| Philips Stadion, Eindhoven Nézőszám: 35.000 Játékvezető: Danny Makkelie |

| 32. forduló 2018. április 19. 20ː45 |

| AFC Ajax                                                                   | 4 – 1               | VVV-Venlo          |
| -------------------------------------------------------------------------- | ------------------- | ------------------ |
| David Neres 45' 45+3' Klaas-Jan Huntelaar 59' Hakím Zíjes 79' Lasse Schøne | (2 – 1) Jegyzőkönyv | Ralf Seuntjens 43' |

| Amsterdam ArenA, Amszterdam Nézőszám: 30.295 Játékvezető: Jochem Kamphuis |

| 33. forduló 2018. április 29. 14ː30 |

| AFC Ajax                                                  | 3 – 0               | AZ Alkmaar                      |
| --------------------------------------------------------- | ------------------- | ------------------------------- |
| Donny van de Beek 38' Justin Kluivert 49' David Neres 87' | (1 – 0) Jegyzőkönyv | Guus Til 31' Jonas Svensson 55' |

| Amsterdam ArenA, Amszterdam Nézőszám: 35.000 Játékvezető: Serdar Gözübüyük |

| 34. forduló 2018. május 6. 14ː30 |

| Excelsior                    | 1 – 2               | AFC Ajax                                          |
| ---------------------------- | ------------------- | ------------------------------------------------- |
| Matthijs de Ligt 20' (öngól) | (1 – 0) Jegyzőkönyv | Justin Kluivert 48' Kasper Dolberg 53' (11-esből) |

| Stadion Woudestein, Rotterdam Nézőszám: 4.400 Játékvezető: Bas Nijhuis |

#### A 2017/2018-as Eredivisie első 8 helyezettje
| H  | Csapat                   | M  | Gy | D  | V  | GA    | Gk  | Pt | 2018/19-es kupaindulás |
| -- | ------------------------ | -- | -- | -- | -- | ----- | --- | -- | ---------------------- |
| 1. | PSV Eindhoven            | 34 | 26 | 5  | 3  | 87:39 | +48 | 83 | BL - rájátszás         |
| 2. | AFC Ajax                 | 34 | 25 | 4  | 5  | 89:33 | +56 | 79 | BL 2. selejtezőkör     |
| 3. | AZ Alkmaar               | 34 | 22 | 5  | 7  | 72:38 | +34 | 71 | EL 2. selejtezőkör     |
| 4. | Feyenoord CV Kupagyőztes | 34 | 20 | 6  | 8  | 76:39 | +37 | 66 | EL 3. selejtezőkör     |
| 5. | FC Utrecht               | 34 | 14 | 12 | 8  | 58:53 | +5  | 54 | Play Off EL-helyért    |
| 6. | Vitesse Arnhem           | 34 | 13 | 10 | 11 | 63:47 | +16 | 49 | Play Off EL-helyért    |
| 7. | ADO Den Haag             | 34 | 13 | 8  | 13 | 45:53 | -8  | 47 | Play Off EL-helyért    |
| 8. | SC Heerenveen            | 34 | 12 | 10 | 12 | 48:53 | -5  | 46 | Play Off EL-helyért    |

#### Bajnoki statisztika
| Fordulók                        | 1   | 2  | 3  | 4  | 5  | 6  | 7  | 8  | 9  | 10 | 11 | 12 | 13 | 14 | 15 | 16 | 17 | 18 | 19 | 20 | 21 | 22 | 23 | 24 | 25 | 26 | 27 | 28 | 29 | 30 | 31 | 32 | 33 | 34 | Összesen |
| ------------------------------- | --- | -- | -- | -- | -- | -- | -- | -- | -- | -- | -- | -- | -- | -- | -- | -- | -- | -- | -- | -- | -- | -- | -- | -- | -- | -- | -- | -- | -- | -- | -- | -- | -- | -- | -------- |
| Fordulónként megszerzett pontok | 0   | 3  | 3  | 3  | 1  | 0  | 3  | 3  | 3  | 3  | 0  | 3  | 3  | 1  | 3  | 3  | 3  | 3  | 3  | 1  | 3  | 3  | 3  | 3  | 1  | 0  | 3  | 3  | 3  | 3  | 0  | 3  | 3  | 3  | 79       |
| Összpontszám növekedése         | 0   | 3  | 6  | 9  | 10 | 10 | 13 | 16 | 19 | 22 | 22 | 25 | 28 | 29 | 32 | 35 | 38 | 41 | 44 | 45 | 48 | 51 | 54 | 57 | 58 | 58 | 61 | 64 | 67 | 70 | 70 | 73 | 76 | 79 | 79       |
| Helyezés a tabellán             | 12. | 8. | 6. | 3. | 6. | 7. | 6. | 2. | 2. | 2. | 2. | 2. | 2. | 3. | 3. | 2. | 2. | 2. | 2. | 2. | 2. | 2. | 2. | 2. | 2. | 2. | 2. | 2. | 2. | 2. | 2. | 2. | 2. | 2. | 2.       |
| Lőtt gólok fordulónként         | 1   | 3  | 2  | 3  | 1  | 1  | 4  | 4  | 4  | 3  | 1  | 8  | 5  | 3  | 3  | 3  | 2  | 3  | 2  | 0  | 3  | 4  | 2  | 1  | 0  | 2  | 4  | 5  | 2  | 1  | 0  | 4  | 3  | 2  | 89       |
| Kapott gólok fordulónként       | 2   | 1  | 0  | 0  | 1  | 2  | 0  | 0  | 1  | 1  | 2  | 0  | 1  | 3  | 0  | 1  | 1  | 1  | 0  | 0  | 1  | 2  | 1  | 0  | 0  | 3  | 1  | 2  | 1  | 0  | 3  | 1  | 0  | 1  | 33       |
| Sárga lapok fordulónként        | 1   | 0  | 1  | 2  | 4  | 2  | 3  | 1  | 4  | 1  | 2  | 0  | 0  | 3  | 3  | 1  | 2  | 1  | 1  | 1  | 1  | 2  | 2  | 1  | 3  | 2  | 1  | 3  | 5  | 1  | 3  | 0  | 0  | 0  | 57       |
| Piros lapok fordulónként        | 0   | 0  | 0  | 0  | 0  | 0  | 0  | 0  | 0  | 0  | 0  | 0  | 0  | 0  | 0  | 0  | 0  | 0  | 0  | 0  | 0  | 0  | 0  | 0  | 0  | 0  | 0  | 0  | 1  | 0  | 2  | 0  | 0  | 0  | 3        |

### Holland-kupa

#### 1. forduló
| 2017. szeptember 20. 18ː30 |

| SVV Scheveningen               | 1 – 5               | AFC Ajax                                                                          |
| ------------------------------ | ------------------- | --------------------------------------------------------------------------------- |
| Barry Rog 62' Jari de Jong 69' | (0 – 2) Jegyzőkönyv | Kasper Dolberg 5' 80' 85' (11-esből) Siem de Jong 42' Ruben Koorndijk 57' (öngól) |

| Cars Jeans Stadion, Hága Nézőszám: 3.500 Játékvezető: Björn Kuipers (holland) |

#### 2. forduló
| 2017. október 25. 18ː30 |

| De Dijk                                                  | 1 – 4               | AFC Ajax                                                  |
| -------------------------------------------------------- | ------------------- | --------------------------------------------------------- |
| Nabil el Gourari 53' 30' Frank Schilder 44' Tony Tol 75' | (0 – 3) Jegyzőkönyv | Frenkie de Jong 16' Siem de Jong 26' 31' Václav Černý 46' |

| Kras Stadion, Volendam Nézőszám: 6.618 Játékvezető: Jochem Kamphuis (holland) |

#### Nyolcaddöntő
| 2017. december 20. 20ː45 |

| Twente Enschede                                                                                            | 1 – 1 (h.u.)        | AFC Ajax                                                                                                  |
| --- | ------------------- | --- |
| Oussama Assaidi 91' Danny Holla 30' Cristián Cuevas 88' Thomas Lam 111′                                    | (0 – 1) Jegyzőkönyv | Justin Kluivert 18' Siem de Jong 72' Mitchell Dijks 94'                                                   |
| Büntetőpárbaj                                                                                              |                     | |
| Oussama Assaidi Danny Holla Adnane Tighadouini Cristián Cuevas Michael Liendl Alexander Laukart Peet Bijen | 6–5                 | Lasse Schøne Siem de Jong Donny van de Beek Hakím Zíjes Klaas-Jan Huntelaar Joël Veltman Matthijs de Ligt |

| De Grolsch Veste, Enschede Nézőszám: 26.700 Játékvezető: Pol van Boekel (holland) |

### Bajnokok Ligája

#### 3. selejtezőkör
| 2017. július 26. 20ː45 |

| OGC Nice                                      | 1 – 1               | AFC Ajax                                                                                              |
| --------------------------------------------- | ------------------- | --- |
| Mario Balotelli 32' 30' Valentin Eysseric 40' | (1 – 0) Jegyzőkönyv | Donny van de Beek 49' 78' Matthijs de Ligt 66' Lasse Schøne 69' Davinson Sánchez 78' Joël Veltman 90' |

| Allianz Riviera, Nizza Nézőszám: 31.342 Játékvezető: Carlos Del Cerro Grande (spanyol) |

| 2017. augusztus 2. 20ː45 |

| AFC Ajax                                                      | 2 – 2               | OGC Nice                                                                                        |
| ------------------------------------------------------------- | ------------------- | ----------------------------------------------------------------------------------------------- |
| Donny van de Beek 26' Davinson Sánchez 56' 9' Hakím Zíjes 22' | (1 – 1) Jegyzőkönyv | Arnaud Souquet 3' Vincent Marcel 79' Malang Sarr 18' Vincent Koziello 38' Valentin Eysseric 60' |

| Amsterdam ArenA, Amszterdam Nézőszám: 51.845 Játékvezető: Andre Marriner (angol) |

### Európa Liga

#### Play Off
| 2017. augusztus 17. 20ː45 |

| AFC Ajax                                                | 0 – 1               | Rosenborg BK                                                  |
| ------------------------------------------------------- | ------------------- | ------------------------------------------------------------- |
| Justin Kluivert 74' Mitchell Dijks 90' Lasse Schøne 90' | (0 – 0) Jegyzőkönyv | Samuel Adegbenro 77' Johan Bjørdal 9' Yann-Erik De Lanlay 62' |

| Amsterdam ArenA, Amszterdam Nézőszám: 50.717 Játékvezető: Craig Thomson (skót) |

| 2017. augusztus 24. 20ː45 |

| Rosenborg BK                                                                            | 3 – 2               | AFC Ajax                                                             |
| --------------------------------------------------------------------------------------- | ------------------- | -------------------------------------------------------------------- |
| Nicklas Bendtner 25' Samuel Adegbenro 80' 89' 89' Fredrik Midtsjø 21' Birger Meling 48' | (1 – 0) Jegyzőkönyv | Amin Younes 60' Lasse Schøne 61' Nick Viergever 45' Joël Veltman 87' |

| Lerkendal, Trondheim Nézőszám: 21.211 Játékvezető: Ruddy Buquet (francia) |

## Champions Golden Cup
Ez egy tétnélküli torna volt az Abu Dhabiban levő El-Ajn városában, az egyiptomi bajnok Al Ahly és az Ajax között. Végül az Al Ahly csapata nyert.
| 2018. május 11. 18ː00 |

| AFC Ajax | 0 – 1               | Al Ahly          |
| -------- | ------------------- | ---------------- |
|          | (0 – 0) Jegyzőkönyv | Salah Mohsen 83' |

| Hazza Bin Zayed Stadium, El-Ajn Nézőszám: 10.000 |

## Sajátnevelések első tétmérkőzése a felnőttcsapatban
A táblázatban azon fiatal játékosok szerepelnek akik az előző 3 évben az Ajax-akadémiáján képezték magukat és közben a fiatalcsapatokat (Ajax A1 vagy Jong Ajax) erősítették. Ebben a szezonban pedig bemutatkoztak a felnőttcsapatban már tétmérkőzésen is.
| Mez | Név                | Pozíció | Szezon | Előző klub | Debütálás tétmérkőzésen | Debütálás tétmérkőzésen     | Debütálás tétmérkőzésen | Debütálás tétmérkőzésen | Debütálás tétmérkőzésen |
| Mez | Név                | Pozíció | Szezon | Előző klub | Dátum                   | Első tétmérkőzés            | Mérkőzés típusa         | Gól                     | Életkor                 |
| --- | ------------------ | ------- | ------ | ---------- | ----------------------- | --------------------------- | ----------------------- | ----------------------- | ----------------------- |
| 40  | Noussair Mazraoui  | TKP     | 1.     | Jong Ajax  | 2018. febr. 4.          | AFC Ajax - NAC Breda 3:1    | Bajnoki                 | -                       | 20 év 82 nap            |
| 36  | Dani de Wit        | TKP     | 1.     | Jong Ajax  | 2018. febr. 25.         | AFC Ajax - ADO Den Haag 0:0 | Bajnoki                 | -                       | 20 év 28 nap            |
| 47  | Jurgen Ekkelenkamp | TKP     | 1.     | Jong Ajax  | 2018. ápr. 19.          | AFC Ajax - VVV-Venlo 4:1    | Bajnoki                 | -                       | 18 év 14 nap            |
| 41  | Azor Matusiwa      | VKP     | 1.     | Jong Ajax  | 2018. máj. 6.           | Excelsior - AFC Ajax 1:2    | Bajnoki                 | -                       | 20 év 8 nap             |

## Díjazottak

### Csapaton belül
Csapaton belül ebben a szezonban a támadó középpályás Hakím Zíjes lett az Év játékosa, a fiatal holland hátvéd Matthijs de Ligt pedig az Év tehetsége.
- Rinus Michels-díj (Év Játékosa):  Hakím Zíjes
- Marco van Basten-díj (Év Tehetsége):  Matthijs de Ligt
- Abdelhak Nouri-díj (Jövő Tehetsége):  Ryan Gravenberch

### Bajnokságban
Akárcsak csapaton belül, a bajnokságban is az Ajax támadó középpályása, Hakím Zíjes lett az Év játékosa.
- Szezon legjobb játékosaː  Hakím Zíjes
- Johan Cruijff - díj (Év Tehetsége):  Matthijs de Ligt

## Mérkőzés statisztika
Minden mérkőzés a rendes játékidőben elért eredmények alapján van besorolva, de a hosszabbításban lőtt gólok is be vannak írva.
| Típus          | Mérkőzés | Győzelem | Döntetlen | Vereség | Lőtt gólok | Kapott gólok | Gólkülönbség |
| -------------- | -------- | -------- | --------- | ------- | ---------- | ------------ | ------------ |
| Eredivisie     | 34       | 25       | 4         | 5       | 89         | 33           | + 56         |
| Holland - kupa | 3        | 2        | 1         | 0       | 10         | 3            | + 7          |
| BL - selejtező | 2        | 0        | 2         | 0       | 3          | 3            | 0            |
| EL - selejtező | 2        | 0        | 0         | 2       | 2          | 4            | - 2          |
| ÖSSZESEN       | 41       | 27       | 7         | 7       | 104        | 43           | + 61         |

## Hazai nézőszámok
| Típus          | Mérkőzések | Összes néző | Átlag nézőszám |
| -------------- | ---------- | ----------- | -------------- |
| Eredivisie     | 17         | 845.279     | 49.722         |
| Holland - kupa | 0          | 0           | 0              |
| BL - selejtező | 1          | 51.845      | 51.845         |
| EL - selejtező | 1          | 50.717      | 50.717         |
| ÖSSZESEN       | 19         | 947.841     | 49.886         |

## Csapat statisztika
Íme néhány érdekes statisztikai adat, amelyek a szezonban lejátszott 41 tétmérkőzés alatt jöttek össze.
ÁLTALÁNOS
- KAPOTT GÓLOK NÉLKÜLI MÉRKŐZÉSEK SZÁMA: 12 mérkőzés
- LEGNAGYOBB ARÁNYÚ GYŐZELEM: NAC Breda - AFC Ajax 0ː8 (bajnokság)
- LEGNAGYOBB ARÁNYÚ VERESÉG: PSV Eindhoven - AFC Ajax 3ː0 (bajnokság)

SOROZATOK
- LEGHOSSZABB VERETLEN SOROZAT:
- LEGHOSSZABB GYŐZELMI SOROZAT:
- LEGHOSSZABB NYERETLEN SOROZAT:
- LEGHOSSZABB KAPOTT GÓL NÉLKÜLI SOROZAT:
- LEGHOSSZABB GÓLSZERZŐ SOROZAT:
- LEGHOSSZABB RÚGOTT GÓL NÉLKÜLI SOROZAT:

LEGTÖBB / LEGKEVESEBB
- LEGTÖBB GÓL EGY MÉRKŐZÉSEN: NAC Breda - AFC Ajax 0ː8 (bajnokság)
- LEGTÖBB LŐTT GÓL EGY MÉRKŐZÉSEN: NAC Breda - AFC Ajax 0ː8 (bajnokság)
- LEGTÖBB LAP EGY MÉRKŐZÉSEN:
- LEGTÖBB NÉZŐ HAZAI BAJNOKI MÉRKŐZÉSEN:
- LEGTÖBB NÉZŐ HAZAI TÉTMÉRKŐZÉSEN:
- LEGKEVESEBB NÉZŐ HAZAI BAJNOKI MÉRKŐZÉSEN:
- LEGKEVESEBB NÉZŐ HAZAI TÉTMÉRKŐZÉSEN:

## Játékos statisztikák

### Góllövőlista
Az idei szezonban a csapat fiatal brazil támadója David Neres lőtte a legtöbb gólt. A bajnokságban és az összes tétmérkőzésen is ő lőtte a legtöbb gólt a csapaton belül. A 9 szezon után visszatért Klaas-Jan Huntelaar pedig a 2. helyen végzett - Donny van de Beek együtt - és csupán 1 góllal maradt el Neres-től.
| No. | Játékos             | Bajnokság | Kupa        | Bajnokok Ligája | Európa Liga | ÖSSZESEN |   |   |    |
| --- | ------------------- | --------- | ----------- | --------------- | ----------- | -------- | - | - | -- |
| No. | Játékos             | 01.       | David Neres | 14              | 0           | ÖSSZESEN | 0 | 0 | 14 |
| 02. | Klaas-Jan Huntelaar | 13        | 0           | 0               | 0           | 13       |   |   |    |
| -   | Donny van de Beek   | 11        | 0           | 2               | 0           | 13       |   |   |    |
| 04. | Lasse Schøne        | 10        | 0           | 0               | 1           | 11       |   |   |    |
| -   | Justin Kluivert     | 10        | 1           | 0               | 0           | 11       |   |   |    |
| 06. | Hakím Zíjes         | 9         | 0           | 0               | 0           | 9        |   |   |    |
| -   | Kasper Dolberg      | 6         | 3           | 0               | 0           | 9        |   |   |    |
| 08. | Siem de Jong        | 4         | 3           | 0               | 0           | 7        |   |   |    |
| 09. | Matthijs de Ligt    | 3         | 0           | 0               | 0           | 3        |   |   |    |
| 10. | Amin Younes         | 1         | 0           | 0               | 1           | 2        |   |   |    |
| -   | Nick Viergever      | 2         | 0           | 0               | 0           | 2        |   |   |    |
| 12. | Davinson Sánchez    | 0         | 0           | 1               | 0           | 1        |   |   |    |
| -   | Joël Veltman        | 1         | 0           | 0               | 0           | 1        |   |   |    |
| -   | Maximilian Wöber    | 1         | 0           | 0               | 0           | 1        |   |   |    |
| -   | Frenkie de Jong     | 0         | 1           | 0               | 0           | 1        |   |   |    |
| -   | Václav Černý        | 0         | 1           | 0               | 0           | 1        |   |   |    |
| -   | Mateo Casierra      | 1         | 0           | 0               | 0           | 1        |   |   |    |
| -   | Nicolás Tagliafico  | 1         | 0           | 0               | 0           | 1        |   |   |    |

### Kanadai ponttáblázat
Íme az Ajax játékosainak elért teljesítménye a kanadai ponttáblázat alapján. Ezen táblázatban azokat a játékosokat (jelenlegi vagy volt játékosokat) lehet látni, akik legalább egy pontot szereztek tétmérkőzésen.
Ezen szezonban a csapaton belüli ponttáblázatot is a gólkirály, a brazil David Neres nyerte meg a maga 26 pontjával annak ellenére, hogy az előző szezonban még csak a 13. helyen végzett 4 ponttal. Az idei összes pontját a bajnokságban szerezte. Akárcsak tavaly, idén is Hakím Zíjes adta a legtöbb gólpasszt csapaton belül és a bajnokságban is. Ezzel egymás után a 4. alkalommal lett gólpasszkirály az Eredivisie-ben.
A rangsor a pontszám alapján állt össze. Azonos pontszám alapján az van előnyben aki a legtöbb gólt szerezte.
| No. | Játékos             | Bajnokság | Bajnokság | Kupa | Kupa     | Bajnokok Ligája | Bajnokok Ligája | Európa Liga | Európa Liga | PONTSZÁM (G+Gp) |
| No. | Játékos             | Gól       | Gólpassz  | Gól  | Gólpassz | Gól             | Gólpassz        | Gól         | Gólpassz    | PONTSZÁM (G+Gp) |
| --- | ------------------- | --------- | --------- | ---- | -------- | --------------- | --------------- | ----------- | ----------- | --------------- |
| 01. | David Neres         | 14        | 12        | 0    | 0        | 0               | 0               | 0           | 0           | 26 (14+12)      |
| 02. | Hakím Zíjes         | 9         | 15        | 0    | 0        | 0               | 1               | 0           | 0           | 25 (9+16)       |
| 03. | Donny van de Beek   | 11        | 6         | 0    | 0        | 2               | 0               | 0           | 0           | 19 (13+6)       |
| 04. | Klaas-Jan Huntelaar | 13        | 5         | 0    | 0        | 0               | 0               | 0           | 0           | 18 (13+5)       |
| 05. | Justin Kluivert     | 10        | 5         | 1    | 0        | 0               | 0               | 0           | 0           | 16 (11+5)       |
| 06. | Lasse Schøne        | 10        | 3         | 0    | 0        | 0               | 0               | 1           | 0           | 14 (11+3)       |
| 07. | Kasper Dolberg      | 6         | 0         | 3    | 2        | 0               | 0               | 0           | 0           | 11 (9+2)        |
| 08. | Siem de Jong        | 4         | 1         | 3    | 2        | 0               | 0               | 0           | 0           | 10 (7+3)        |
| 09. | Frenkie de Jong     | 0         | 7         | 1    | 1        | 0               | 0               | 0           | 0           | 9 (1+8)         |
| 10. | Matthijs de Ligt    | 3         | 2         | 0    | 0        | 0               | 0               | 0           | 0           | 5 (3+2)         |
| 11. | Nick Viergever      | 2         | 1         | 0    | 0        | 0               | 1               | 0           | 0           | 4 (2+2)         |
| -   | Amin Younes         | 1         | 2         | 0    | 0        | 0               | 0               | 1           | 0           | 4 (2+2)         |
| 13. | Václav Černý        | 0         | 2         | 1    | 1        | 0               | 0               | 0           | 0           | 4 (1+3)         |
| 14. | Nicolás Tagliafico  | 1         | 2         | 0    | 0        | 0               | 0               | 0           | 0           | 3 (1+2)         |
| 15. | Joël Veltman        | 1         | 1         | 0    | 0        | 0               | 0               | 0           | 0           | 2 (1+1)         |
| 16. | Davinson Sánchez    | 0         | 0         | 0    | 0        | 1               | 0               | 0           | 0           | 1 (1+0)         |
| -   | Maximilian Wöber    | 1         | 0         | 0    | 0        | 0               | 0               | 0           | 0           | 1 (1+0)         |
| -   | Mateo Casierra      | 1         | 0         | 0    | 0        | 0               | 0               | 0           | 0           | 1 (1+0)         |
| 19. | Carel Eiting        | 0         | 0         | 0    | 1        | 0               | 0               | 0           | 0           | 1 (0+1)         |

### Lapok
| SÁRGA LAPOK | SÁRGA LAPOK              | SÁRGA LAPOK | SÁRGA LAPOK | SÁRGA LAPOK | SÁRGA LAPOK     | SÁRGA LAPOK | SÁRGA LAPOK |
| No.         | Játékos neve             | ÖSSZESEN    | Bajnokság   | Kupa        | Bajnokok Ligája | Európa Liga |             |
| ----------- | ------------------------ | ----------- | ----------- | ----------- | --------------- | ----------- | ----------- |
| 01.         | Matthijs de Ligt         | 9           | 8           | 0           | 1               | 0           |             |
| 02.         | Lasse Schøne             | 8           | 6           | 0           | 1               | 1           |             |
| -           | Joël Veltman             | 8           | 6           | 0           | 1               | 1           |             |
| 04.         | Nicolás Tagliafico       | 6           | 6           | 0           | 0               | 0           |             |
| 05.         | Donny van de Beek        | 5           | 4           | 0           | 1               | 0           |             |
| -           | Hakím Zíjes              | 5           | 4           | 0           | 1               | 0           |             |
| 07.         | Klaas-Jan Huntelaar      | 4           | 4           | 0           | 0               | 0           |             |
| 08.         | Nick Viergever           | 3           | 2           | 0           | 0               | 1           |             |
| -           | Justin Kluivert          | 3           | 2           | 0           | 0               | 1           |             |
| -           | André Onana              | 3           | 3           | 0           | 0               | 0           |             |
| 11.         | Davinson Sánchez         | 2           | 0           | 0           | 2               | 0           |             |
| -           | David Neres              | 2           | 2           | 0           | 0               | 0           |             |
| -           | Frenkie de Jong          | 2           | 2           | 0           | 0               | 0           |             |
| -           | Deyovaisio Zeefuik       | 2           | 2           | 0           | 0               | 0           |             |
| -           | Mitchell Dijks           | 2           | 0           | 1           | 0               | 1           |             |
| -           | Maximilian Wöber         | 2           | 2           | 0           | 0               | 0           |             |
| 17.         | Siem de Jong             | 1           | 0           | 1           | 0               | 0           |             |
| -           | Carel Eiting             | 1           | 1           | 0           | 0               | 0           |             |
| -           | Rasmus Nissen Kristensen | 1           | 1           | 0           | 0               | 0           |             |

| PIROS LAPOK | PIROS LAPOK        | PIROS LAPOK | PIROS LAPOK | PIROS LAPOK | PIROS LAPOK     | PIROS LAPOK | PIROS LAPOK |
| No.         | Játékos neve       | ÖSSZESEN    | Bajnokság   | Kupa        | Bajnokok Ligája | Európa Liga |             |
| ----------- | ------------------ | ----------- | ----------- | ----------- | --------------- | ----------- | ----------- |
| 01.         | Joël Veltman       | 1           | 1           | 0           | 0               | 0           |             |
| -           | Nicolás Tagliafico | 1           | 1           | 0           | 0               | 0           |             |
| -           | Siem de Jong       | 1           | 1           | 0           | 0               | 0           |             |

### Egy tétmérkőzésen legtöbb gólt szerző játékosok
A következő táblázatban a csapat azon játékosai szerepelnek akik az idei szezonban a legtöbb gólt - minimum 3-at - szerezték egy tétmérkőzésen. Ebben a szezonban már három játékosnak sikerült legalább mesterhármast lőnie egy tétmérkőzésen.
| #  | Játékos           | Gólok | Dátum                | Mérkőzés típusa | Végeredmény                 |
| -- | ----------------- | ----- | -------------------- | --------------- | --------------------------- |
| 1. | Kasper Dolberg    | 3     | 2017. szeptember 20. | Holland-kupa    | SVV Scheveningen - Ajax 1:5 |
| 2. | Donny van de Beek | 3     | 2017. november 18.   | Eredivisie      | NAC Breda - Ajax 0:8        |
| 3. | Justin Kluivert   | 3     | 2017. november 26.   | Eredivisie      | Ajax - Roda Kerkrade 5:1    |

### Idei büntetők
A következő táblázat a csapat idei büntetőit mutatja meg, amiket tétmérkőzéseken lőttek. A büntetők sorrendje a dátum szerint van megadva.
| #   | Játékos        | Büntető  | Dátum                | Mérkőzés típusa   | Végeredmény                 |
| --- | -------------- | -------- | -------------------- | ----------------- | --------------------------- |
| 1.  | Hakím Zíjes    | KIHAGYVA | 2017. szeptember 9.  | Eredivisie (4.)   | Ajax - PEC Zwolle 3ː0       |
| 2.  | Kasper Dolberg | GÓL      | 2017. szeptember 20. | Holland-kupa (1.) | SVV Scheveningen - Ajax 1ː5 |
| 3.  | Lasse Schøne   | GÓL      | 2017. október 1.     | Eredivisie (7.)   | SC Heerenveen - Ajax 0ː4    |
| 4.  | Kasper Dolberg | KIHAGYVA | 2017. október 14.    | Eredivisie (8.)   | Ajax - Sparta Rotterdam 4ː0 |
| 5.  | Lasse Schøne   | GÓL      | 2017. november 18.   | Eredivisie (12.)  | NAC Breda - Ajax 0ː8        |
| 6.  | Kasper Dolberg | GÓL      | 2017. december 14.   | Eredivisie (16.)  | Ajax - Excelsior 4ː0        |
| 7.  | Lasse Schøne   | GÓL      | 2017. december 17.   | Eredivisie (17.)  | AZ Alkmaar - Ajax 1ː2       |
| 8.  | Lasse Schøne   | GÓL      | 2018. február 11.    | Eredivisie (23.)  | Ajax - Twente Enschede 2ː1  |
| 9.  | Lasse Schøne   | KIHAGYVA | 2018. április 19.    | Eredivisie (32.)  | Ajax - VVV Venlo 4ː1        |
| 10. | Kasper Dolberg | GÓL      | 2018. május 6.       | Eredivisie (34.)  | Excelsior - Ajax 1ː2        |

## Érdekességek és jubileumok
- Az AFC Ajax volt edzője, Peter Bosz 2017 nyarán 4,3 millió euróért váltott klubot és a Borussia Dortmund új edzője lett. Ezzel az összeggel ő lett a holland Eredivisie és a német Bundesliga történelmének eddigi legdrágább edzője.[14]
- Még júniusban eligazolt Davy Klaassen, akiért az angol Everton FC 27 millió eurót fizetett. Így csatlakozott a 2007-ben eligazolt Wesley Sneijder és a 2008-ban eligazolt Klaas-Jan Huntelaar párosához, az Ajax eddigi legdrágábban eladott holland játékosaihoz.
- A csapat szezonbeli első tétmérkőzésén (OGC Nice - Ajax 1ː1) a dán középpályás, Lasse Schøne 200. alkalommal lépett pályára a csapatban. Így több év után ő az első játékosa az Ajax-nak aki elérte a 200-as határt. Április 1-én a holland védő, Joël Veltman is pályára lépett 200. tétmérkőzésén.
- A bajnokság 1. fordulójában az Ajax kikapott a Heracles Almelo csapatától. Utoljára 1965-ben - 29 közös mérkőzéssel ezelőtt - szenvedtek vereséget a Heracles csapatától.
- REKORD SZÜLETETT ǃǃǃ Augusztusban eligazolt a csapat kolumbiai hátvédje, Davinson Sánchez az angol Tottenham Hotspur csapatához 42 millió euróért. Ezzel ő lett az Ajax és az Eredivisie eddigi legdrágábban eladott és a Tottenham eddigi legdrágábban igazolt játékosa. Sanchezt az előző nyáron igazolta le az Ajax csupán 5 millióért.
- A bajnokság 7. fordulójában (SC Heerenveen - Ajax 0ː4) gólt lőtt a csapat osztrák hátvédje, Maximilian Wöber. Így az 1984/85-ös szezon óta ő lett a csapat első osztrák játékosa aki gólt szerzett. Az utolsó Felix Gasselich volt aki 1985. május 24-én talált be a Roda Kerkrade elleni bajnokin.
- A bajnokság 8. fordulójában lejátszott mérkőzésen (Ajax - Sparta Rotterdam 4ː0) a csapat híres holland támadója, Klaas-Jan Huntelaar 100. alkalommal lépett pályára bajnoki mérkőzésen a csapatban. Így ő lett a csapat történetének 84. játékosa aki elérte a 100-as határt bajnoki mérkőzéseken.
- A bajnokság 9. fordulójában az Ajax idegenben 1ː4-re legyőzte a Feyenoord csapatát. Így 2010. május 6-a óta most sikerült először a De Klassiekeren idegenbeli csapatnak legalább 4 gólt szereznie. Akkor szintén az Ajax nyert 1ː4-re.
- A bajnokság 12. fordulójában lejátszott mérkőzésen (NAC Breda - Ajax 0ː8), a csapat története során az eddigi legnagyobb arányú idegenbeli győzelmét aratta az Eredivisie-ben.[15]
- A bajnokság 26. fordulójában elvesztett mérkőzésen (Vitesse Arnhem - Ajax 3ː2) a csapat német szélsője, Amin Younes 100. alkalommal lépett pályára tétmérkőzésen a csapatban. Így ő lett a csapat történetének 3. német játékosa aki elérte a 100-as határt tétmérkőzéseken. Utoljára 45 éve volt, hogy német játékos elérte ezt a határt az Ajax-nál, akkor a világhírű védő Horst Blankenburg-nak sikerült ǃǃǃ
- Április 19-én a bajnokság 32. fordulójában debütált az Ajax elsőcsapatában a 18 éves Jurgen Ekkelenkamp. Ezzel ő lett a csapat első olyan játékosa az elsőcsapatban aki pályára lépett és 2000. január 1. után született.